# Heaven on Earth (Britney Spears-sang)
 For alternative betydninger, se Heaven on Earth. (Se også artikler, som begynder med Heaven on Earth)
Heaven On Earth er en sang af den amerikanske popsangerinde Britney Spears og optræder som det femte nummer på hendes 5. studiealbum Blackout. Sangen er skrevet af Nick Huntington, Michael McGroarty, Nicole Morier og Kara DioGuardi og produceret af Kara DioGuardi og Freescha. Sangen er uptempo og 80'er inspireret og indeholder, som mange andre sange fra 'Blackout', Britneys hæse og 'breathy' stemme. Sangen blev lækket på nettet d. 3. september 2007 under navnet 'Your...' , men blev senere omdøbt til 'Your Heaven' og senere til 'Heaven On Earth' hvilket også er sangens egentlige titel.